# Anthony LaMarca
Anthony LaMarca (* Youngstown‎, Ohio, USA) je americký hudebník–multiinstrumentalista, člen skupiny The War on Drugs.

## Život a kariéra
Pochází z Youngstownu ve státě Ohio, později žil v New Yorku a v roce 2014 se vrátil do rodného města.
V roce 2009 se stal členem doprovodné skupiny hudebnice St. Vincent, v níž hrál na bicí. Roku 2010 se podílel na albu 13 Most Beautiful: Songs for Andy Warhol's Screen Tests od dua Dean & Britta. Rovněž hrál na albu Dean Wareham jednoho z členů tohoto dua. V roce 2014 se stal členem skupiny The War on Drugs, s níž nahrál alba Lost in the Dream (2014), A Deeper Understanding (2017) a I Don't Live Here Anymore (2021). Ve skupině hraje převážně na kytaru. V roce 2015 nahrál verzi písně „Big White Cloud“ od velšského hudebníka Johna Calea a zařadil ji mezi „písně, které by si přál napsat“. V roce 2016 se rozhodl prodat svou kytaru Fender Jaguar z roku 1969 za účelem získání peněz pro rodiny postižené mnohočetným myelomem. Dále působí v kapele The Building, se kterou nahrál alba Reconciliation (2017), Petra (2019) a Indianola Pizza Dough (2021).